# 20 × 120 mm Madsen
Die Patrone 20 × 120 mm Madsen wurde in Dänemark für die Panzerbüchse Modell 1935 entwickelt. Die Patrone wurden in zahlreichen Waffenvarianten und auch in Panzerkanonen, wie der Madsen-Maschinenkanone des Landsverk L-60, eingesetzt. Weiter Verwendungsbereiche waren Flak-Geschütze, Panzerabwehr und Schiffsartillerie. Insbesondere bei den finnischen Streitkräften kam die Patrone verbreitet zum Einsatz.